# تانیا گوگوا
تانیا گوگوا (بلغاری: Таня Гогова Айшинова؛ زادهٔ ۲۸ آوریل ۱۹۵۰) بازیکن والیبال اهل بلغارستان است.